# Clopot

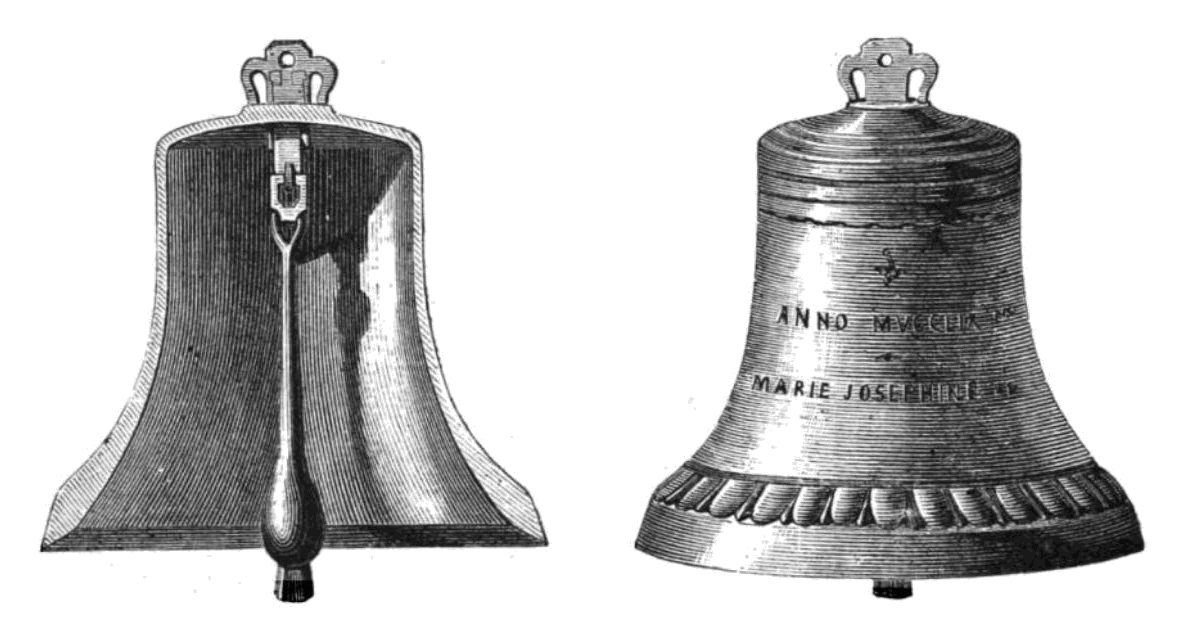
Clopot de biserică (secțiune)

Un clopot este un obiect/instrument muzical idiofonic care este originar din Orientul Apropiat. 

## Istoric
În Europa clopotul a ajuns prin anul 600 d.H. adus din Cartagina în Italia de sud. Celții, deseori călugări, au fost cei care au perfecționat și răspândit tehnica turnării clopotelor în bronz în Europa, începând cu Italia. În lucrarea sa Schedulae Diversarum Artium (ca. 1000 d.H.), călugărul grec Theophilos Presbyter a descris tehnica turnării clopotelor în bronz din acea perioadă. Conform acestor descrieri, clopotele de bronz din acea perioadă erau de forma unui stup de albine tradițional cu găuri rotunde sau triunghulare în partea de sus. Găurile erau pentru ca sunetul să fie cât mai înspăimântător și să fugărească duhurile rele. În secolul al XIII-lea s-a descoperit o altă metodă de a turna clopotele (mai apropiată de cea actuală), atunci schimbânduse și forma, trecânduse la o formă mai conică, oarecum lungită. În secolul al XIV-lea, se trece la forma gotică care este în mare parte cea folosită și în prezent. Un pioner în dezvoltarea tehnicii turnării clopotelor a fost Gerard de Wou, care a turnat clopotele „Maria Gloriosa” de 11 tone.
Se crede că episcopul Paulin de Nola a fost cel care a introdus folosirea clopotelui în biserica creștină.
Clopotele, care pot fi de diferite mărimi, se toarnă de obicei din bronz, dar uneori sunt folosite și alte materiale. Clopote mici sunt uneori făcute din sticlă sau ceramică.
Sunetul se obține fie prin lovirea limbii clopotelui de cupă, fie prin mișcarea clopotului întreg. 
Mărimea clopotului nu este neapărat într-o relație proporțională cu înălțimea sunetului produs, dar ca principiu, dublarea greutății clopotului va face ca clopotul să sune cu o terță mare mai jos. Un clopot tipic are o înălțime egală cu 0,8 din diametrul deschiderii de jos, iar diametrul deschiderii de sus este 0,5 din diametrul deschiderii de jos, iar coroana este 0,2- 0,25 din diametrul deschiderii de jos.
Clopotele au fost folosite în trecut pentru a anunța război, incendii, ciumă sau pentru a anunța victorii sau pace.
Studiul clopotelor se numește campanologie.

## Galerie foto

Clopot tipic: 1. suport/jug 2. coroană 3. cap 4. umăr 5. centură 6. inel de sunet 7. buză 8. gură 9. limbă 10. cordon
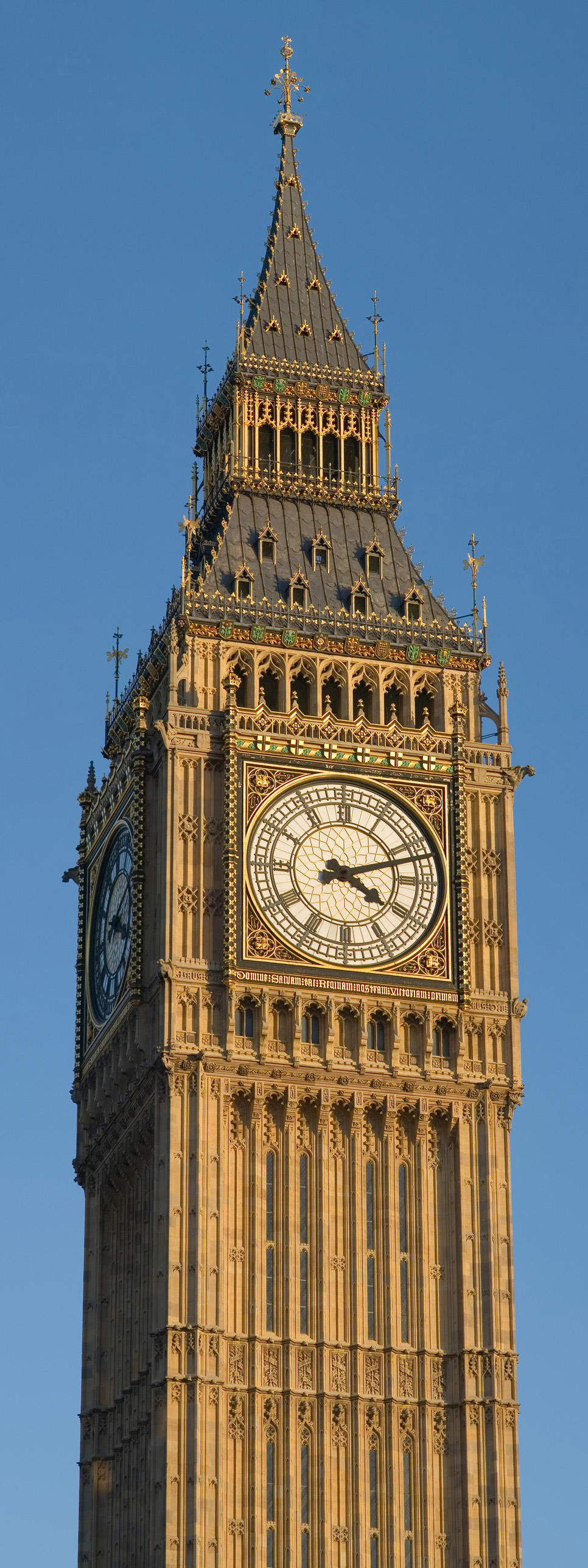
Clopotele Big Ben.
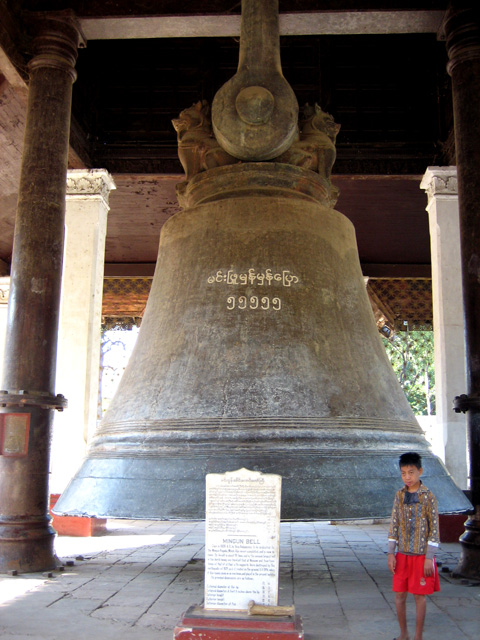
Clopotele Mingun din Birmania (90 tone).
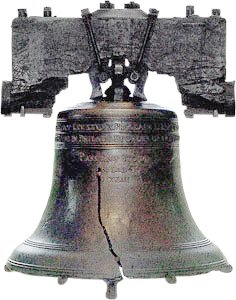
Clopotul Libertății, SUA
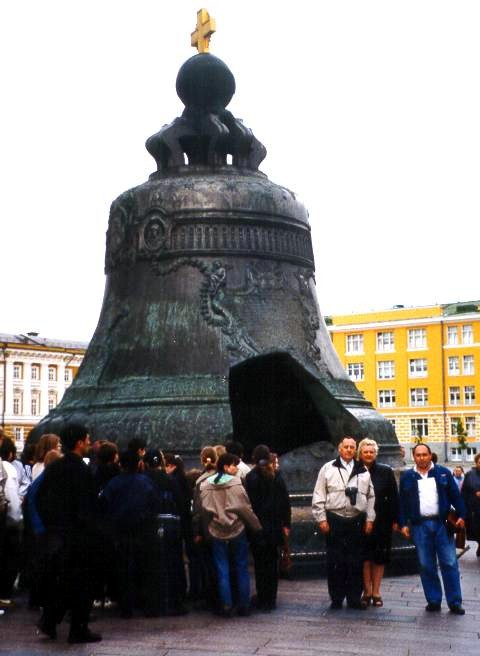
Clopotul Țarului
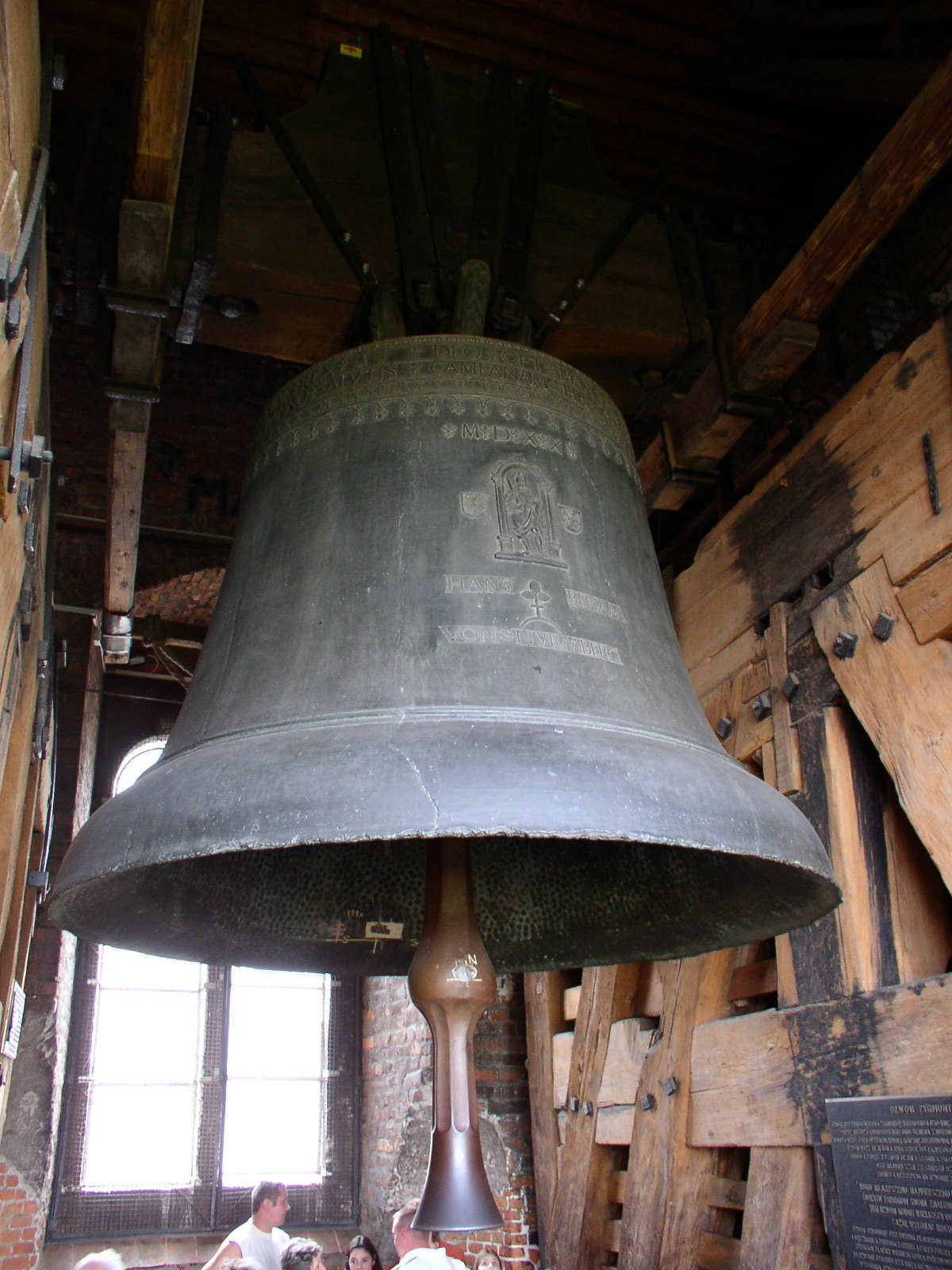
Clopotele Sigismund, Cracovia, Polonia.
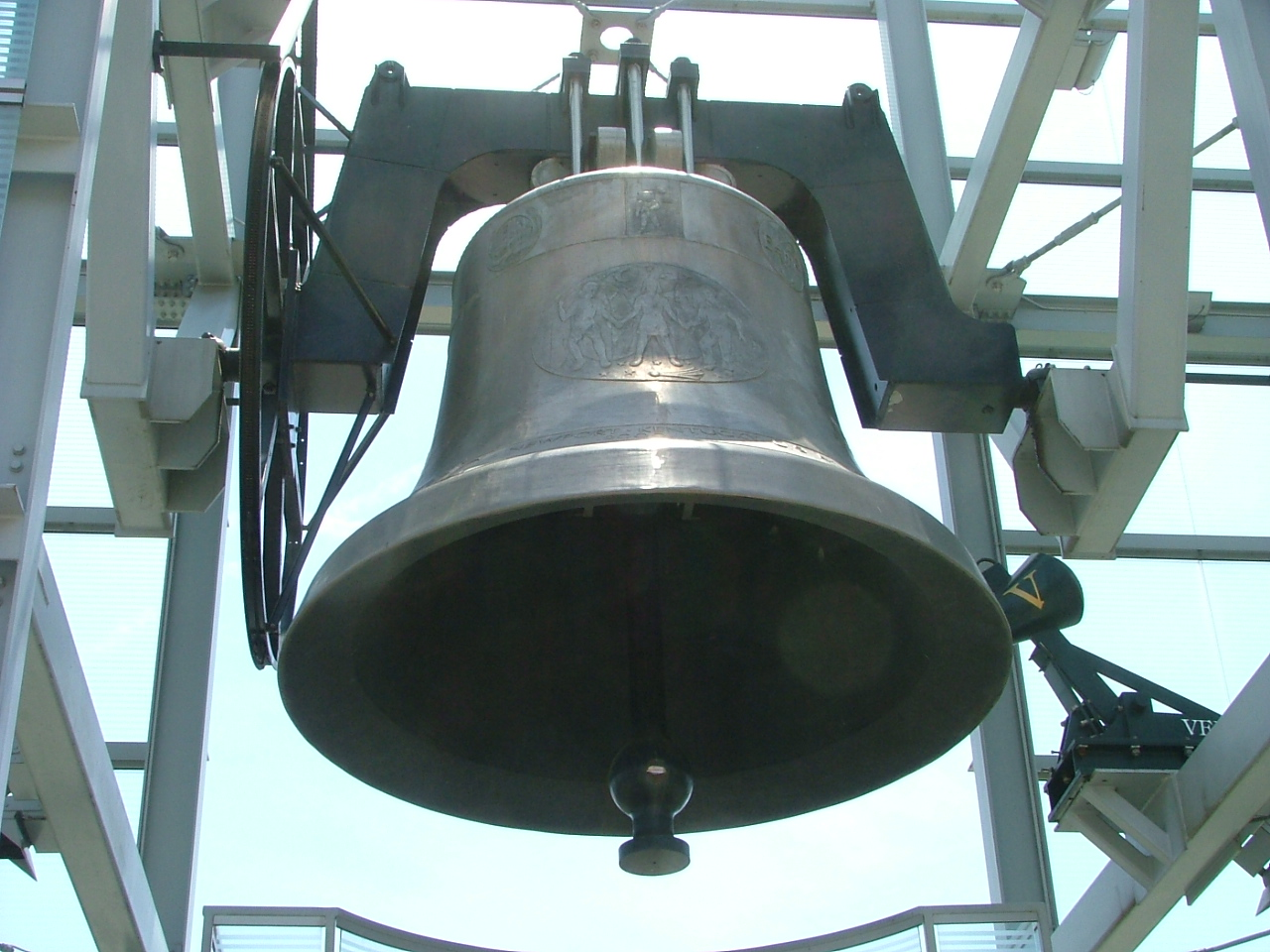
World Peace Bell din Kentucky.
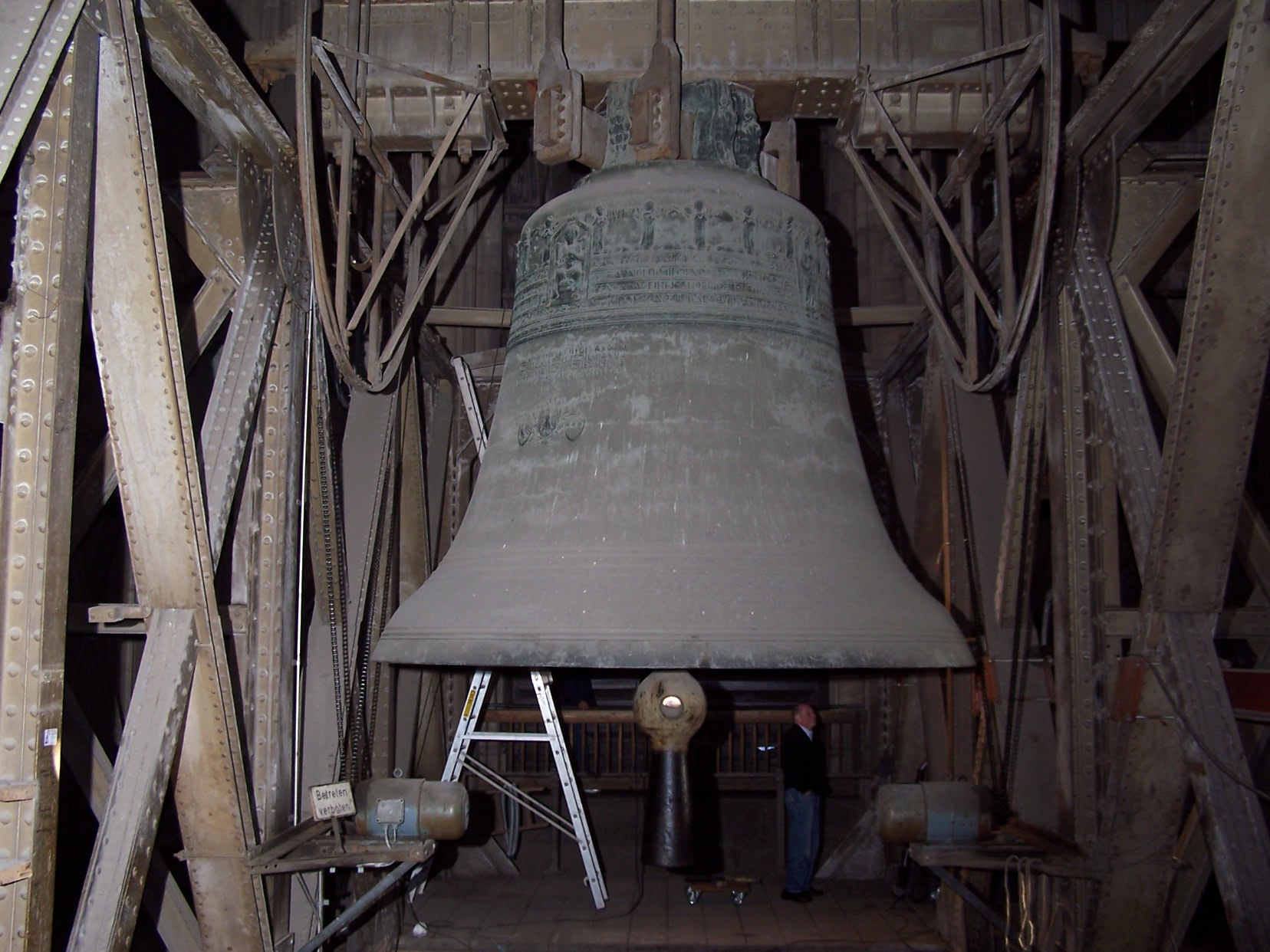
Clopotele Sf. Petru, Köln, Germania
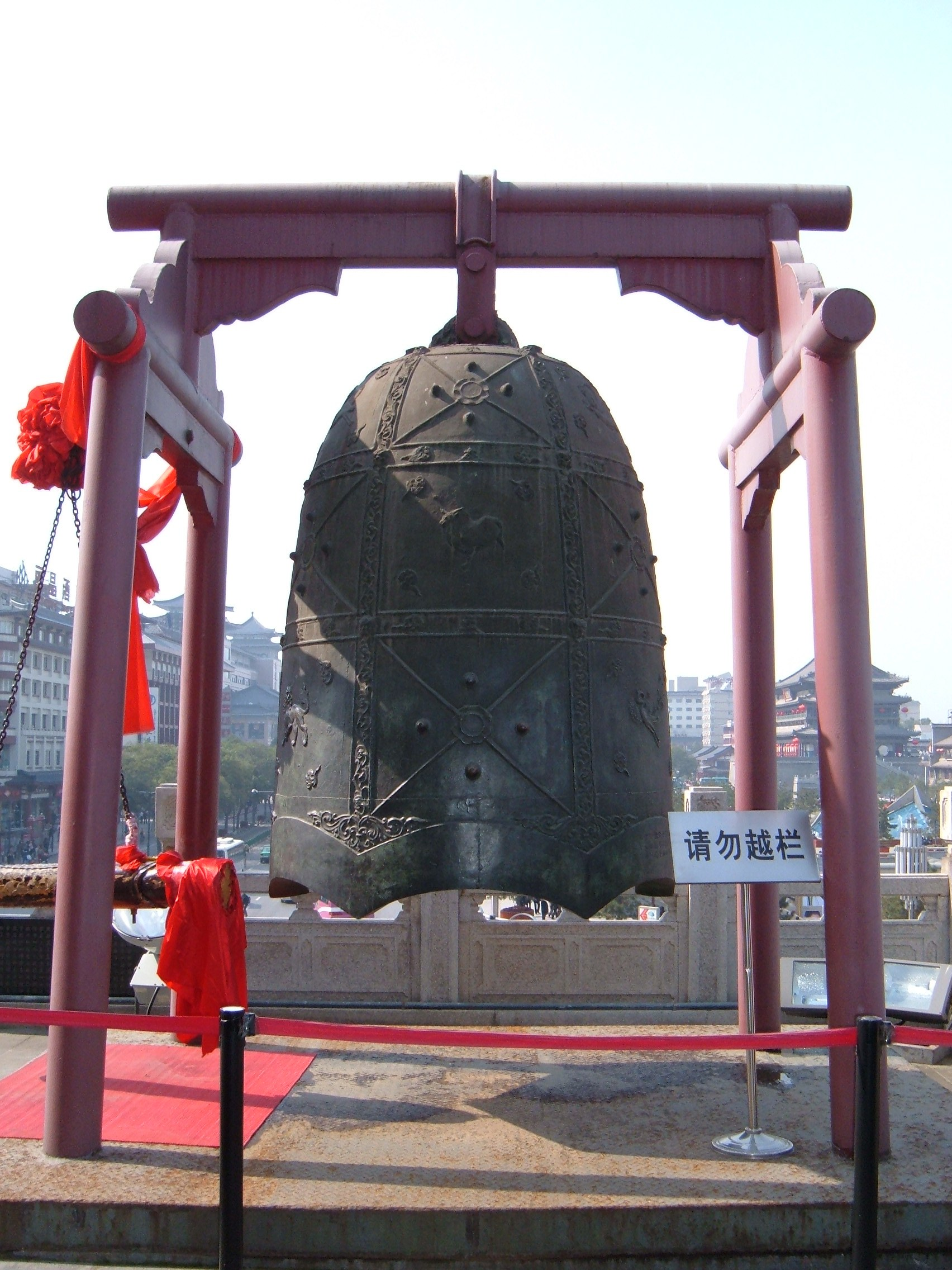
Clopot jingyun din anul 711 d.H., Xi'an, China.
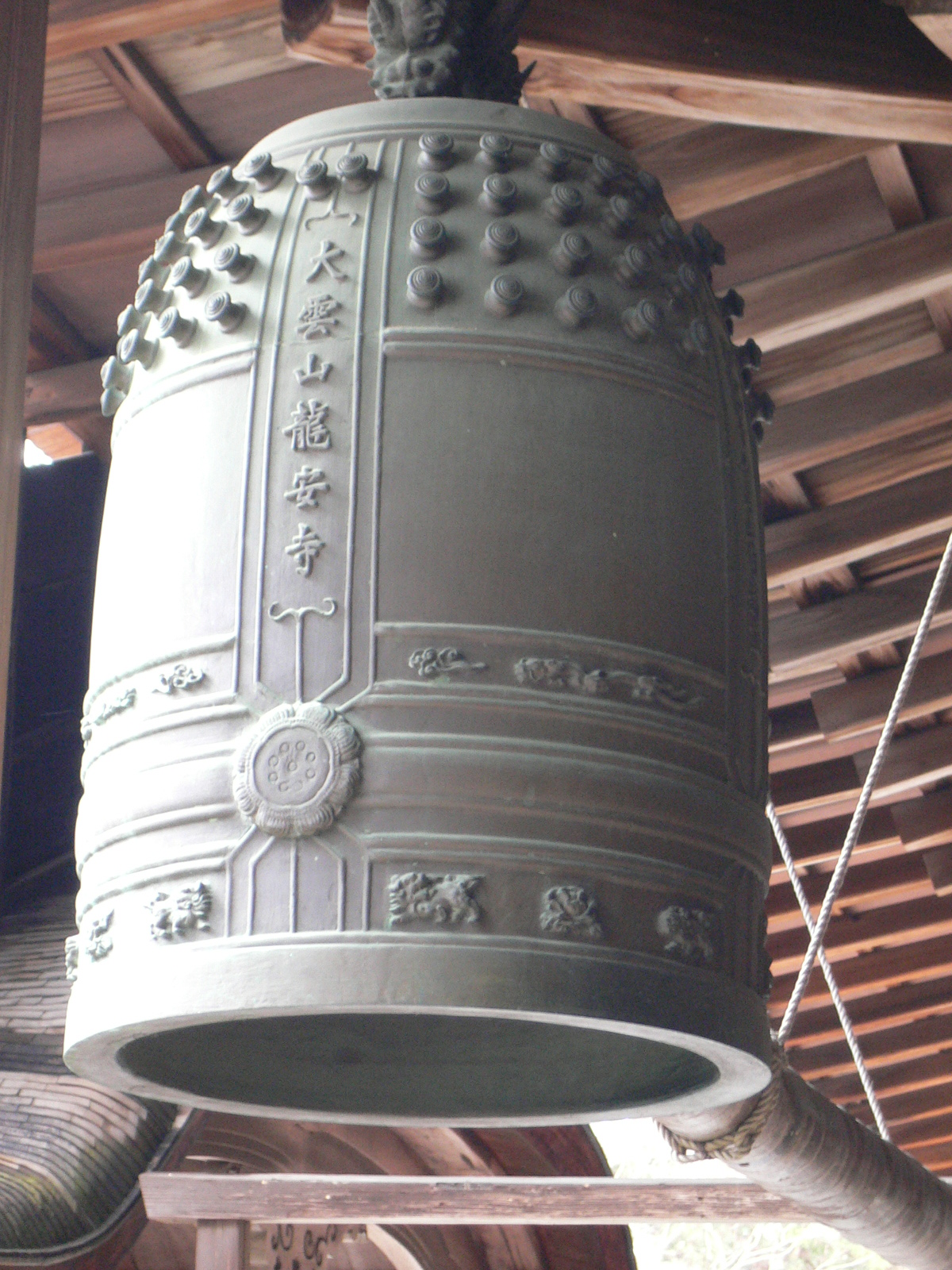
Clopot al templului Ryōanji, Kyoto
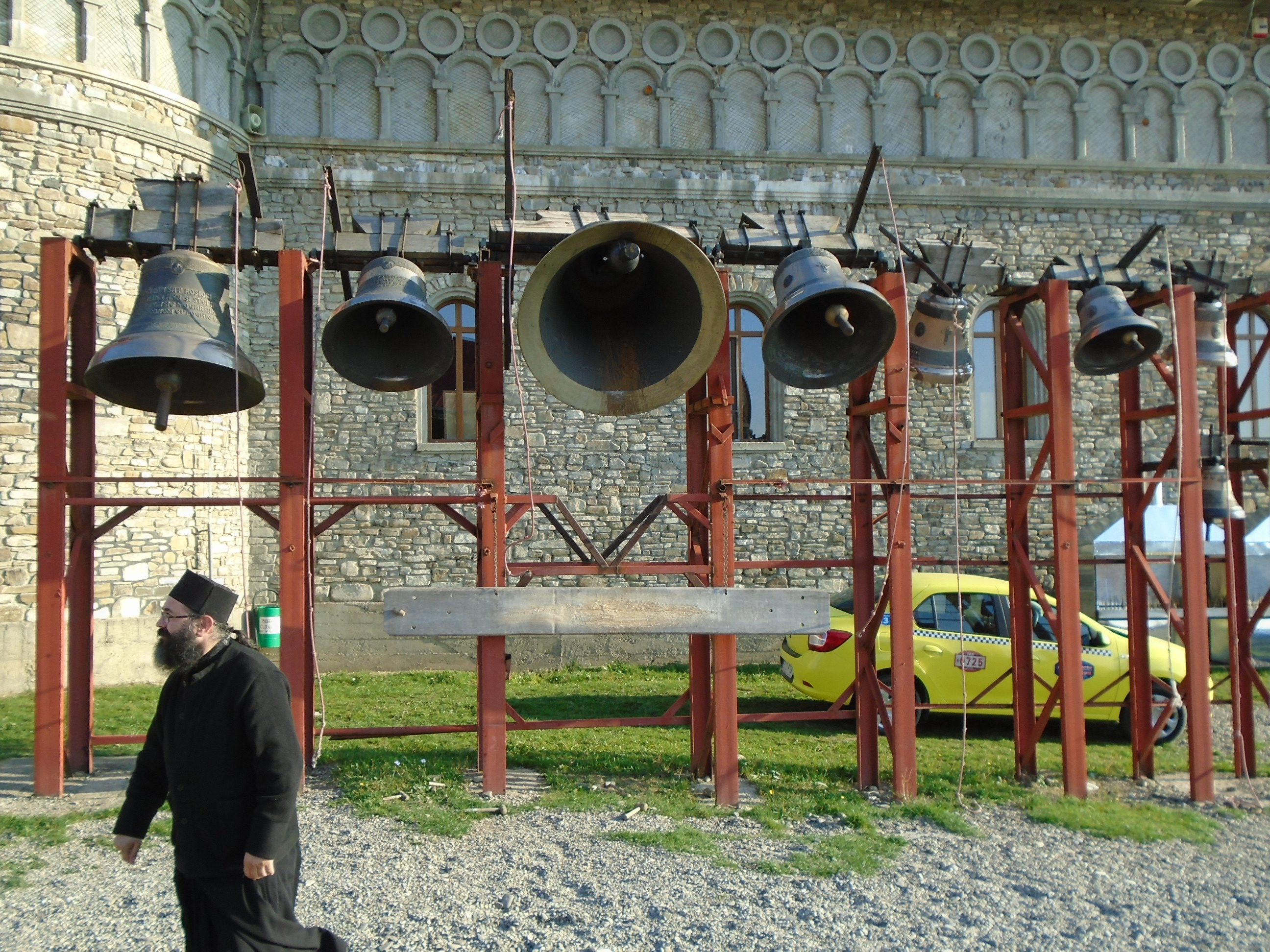
Clopote bătând la mănăstirea Roșiori